# エドモン＝フランソワ・アマン＝ジャン
エドモン＝フランソワ・アマン・ジャン（Edmond-François Aman-Jean，1858年1月13日 - 1936年1月23日）は、フランスの画家。ルーヴル美術館で古典美術に関心をもったことをきっかけに画家を目指す。

## 経歴
パリ近郊生まれ。
1875年アンリ・レーマンのデッサン教室に入る。点描派の中心人物であるジョルジュ・スーラは国立美術学校の同級生であり、一時期アトリエを共有するほどの親しい間柄となった。 その後、印象派の新しい作品に刺激されたことを契機に美術学校を離れ、ルーヴル美術館で知り合ったピュヴィ・ド・シャヴァンヌに師事し、1884年のサロン・ド・パリに出品した『聖なる森』の制作助手などを務めた。1885年、奨学金を得てアンリ・マルタンと共にイタリアへ留学、サロンやサロン・ド・ラ・ソシエテ・ナショナルなどに出品する。ポール・ヴェルレーヌやステファヌ・マラルメなどの象徴派の詩人や、イギリスの画家ダンテ・ゲイブリエル・ロセッティやエドワード・バーン＝ジョーンズなどの影響を受け、次第に象徴主義への傾倒を深める。1892年、ジョゼファン・ペラダンの主宰する「薔薇十字サロン展」に参加、翌年にはそのポスター等も手がける。
20世紀に入ってからはサロン・ドートンヌ等に出品、アカデミズムに印象派や点描派の手法を折衷した甘美な女性像を数多く描き人気を博す。1923年、ベナール、アントワーヌ・ブールデル、ロダンらと共に、サロン・デ・テュイルリーの設立メンバーとなる。
また、日本の洋画家である児島虎次郎に対し、コレクション収集にあたって多くの助言を行なったり、松方幸次郎の姪にあたる黒木夫人の肖像画も描くなど、日本との繋がりも深い。松方自身もアマン・ジャンの作品を多数購入している。
アマン・ジャンは一般的に「女性の画家」として知られ、独特の女性像のタイプを作り上げ、それを絵画、パステル、版画で数十年にわたって展開していった。輪郭は数多くの褐色の細線で描かれ、不安定に変化する印象をかもし出している。煙に包まれたような顔の輪郭の曖昧さは、別の手法ではあるが、アマン・ジャンがウジェーヌ・カリエールの画風に傾倒していることを物語っている。肖像をとり囲む葉の模様は、アール・ヌーヴォーの線描画に特徴的な装飾性を与えている。非常に抒情的かつ神秘的な肖像画と共に、装飾画も得意とし、装飾美術館やパリ大学ソルボンヌ講堂の装飾画を手掛けている。

## 作品
- Confidence (1903)
- Young woman with peacock(1895)
- 『日本婦人の肖像（黒木夫人）』(1922)
- Portrait de Mademoiselle V G(1907)